# Vegas Movie Studio
Vegas Movie Studio (anteriormente Sony Vegas Movie Studio) es un Sistema de edición no lineal basado en el consumidor diseñado para la PC. Se trata de una versión a escala reducida de Vegas Pro. Vegas Movie Studio fue anteriormente llamado «Sonic Foundry VideoFactory» y luego «Sonic Screenblast Movie Studio», aún usando la misma interfaz de Vegas y base de código como lo hace actualmente. Desde la versión 6, ha habido dos versiones: «Vegas Movie Studio+DVD» y «Vegas Movie Studio+DVD Platinum Edition» la cual añade las capacidades de AVCHD/AVC y Surround 5.1.
A partir de la versión 13 Vegas Movie Studio es parte de Magix GmbH después de que Sony anunciara oficialmente que había vendido la mayor parte de su software creativo a la compañía alemana.

## Características

### Características de video
A diferencia de su contraparte profesional, Vegas Movie Studio solamente puede editar con diez pistas de video y diez pistas de audio (en un principio, se estableció con dos pistas de video, una pista de superposición de título y tres pistas de audio). La edición Platinum de Vegas Movie Studio, además, puede editar con 20 pistas de video y 20 pistas de audio. También puede editar en múltiple como las relaciones de aspecto standart 4:3 y 16:9, y es uno de los pocos editores que también pueden editar video de 24p (después de una configuración manual de fotogramas por segundo). Asimismo, no tiene las mismas herramientas de composición avanzadas al igual que Vegas, y no tiene el emascaramiento del proyecto.
La edición Platinum de Vegas Movie Studio tiene herramientas de corrección de color más poderosas similares a la versión en Vegas, incluyendo un correcto de color «rueda triple». También añade las capacidades de edición en HDV y AVCHD, pero no soporta los formatos SD o HD-SDI.
Al igual que Vegas, las ediciones Movie Studio pueden también realizar captura DV por lotes, una función usualmente encontrada solamente en los grandes editores de video. La versión 6 también añadió la habilidad de captura desde las Handycam DVD camcorders de Sony. Sin embargo, no puede capturar video analógico sin usar un convertidor de video FireWire.
Vegas Movie Studio cuenta con un número significativamente mayor de efectos y transiciones que la versión completa de Vegas. Sin embargo, si el usuario actualiza a la versión completa del Vegas, el usuario obtiene esos mismos efectos.
Vegas Movie Studio soporta una amplia variedad de formatos de archivo y códecs y puede usar códecs de «Video para Windows» para soportar incluso más.

### Características de audio
Vegas Movie Studio tiene 13 diferentes efectos de audio, y la versión Platinum añade más, en adición de mezclado y editado a 5.1 Surround. El software es también compatible con el software «Sony ACID Music Studio», e incluso una versión más abajo llamada ACID Xpress Ships con 1001 efectos de sonido incluidos.

### Otras características
En la versión 7, la edición de Vegas Movie Studio Platinum añadió la habilidad de exportar a iPod y PlayStation Portable, una característica que originalmente solamente estaba disponible en la versión completa de Vegas y se estaba convirtiendo cada vez más común en los editores de video. Ambas versiones también se entregaron con una versión básica del software Sony DVD Architect, llamado DVD Architect Studio, remplazando el programa MyDVD incluido con el software que era llamado como Screenblast Movie Studio.
Sony añadió «Muéstreme cómo» que son tutoriales para usuarios nuevos en el software o en la edición digital de videos. Ambas versiones también se lanzaron con los 1001 efectos de CD de Sony (en contraste a la «Edición Limitada de Efectos de Audio de CD de Sony»), cuales también incluyeron ACID XPress, y aún más con la versión de ACID Music Creation. Similarmente, el producto también se lanzó con muestras de clips de video y loops musicales para mejorar los proyectos caseros de video de los usuarios.
La versión 9 también añadió subida directa a YouTube, cada vez más común en varios editores de video.
La versión 10 añadió renderización por GPU. También mejoró a un máximo de 20 pistas (10 video, 10 audio)
A partir de la Versión 13, Movie Studio Platinum permite hasta 20 pistas de video y 20 pistas de audio. También puede editar y renderizar proyectos en video 4K. Además la versión 13 retira "Vegas" del nombre del programa, reservándolo exclusivamente para la edición profesional, pero Magix restauró el "Vegas" en el nombre en la versión 14 después de la adquisición.